# Always Greener
Always Greener é uma série de televisão australiana de comédia dramática exibida pelo canal Seven Network de 9 de setembro de 2001 à 8 de junho de 2003. A série foi cancelada após declínio na audiência e as preocupações com o auto custo de produção.

## Enredo
A série gira em torno de duas famílias, os Taylors, que vivem no subúrbio de Sydney, e os Todd, que vivem em uma fazenda nos arredores da cidade rural de Nova Gales do Sul.

## Elenco

### Família Taylor
- John Howard - John Taylor
- Anne Tenney - Liz Taylor
- Michala Banas - Marissa Taylor
- Daniel Bowden - Jason Taylor
- Natasha Lee - Kimberley Taylor

### Família Todd
- Caitlin McDougall - Sandra Todd
- Bree Walters - Pip Todd
- Abe Forsythe - Campbell Todd

### Outros personagens
- Scott Major - Tom Morgan
- Andrew Clarke - Derek Unn
- Merridy Eastman - Eileen Unn
- Denise Roberts - Isabelle Turnbull
- Georgie Shew - Katy Turnbull
- Peter Corbett - Bert Adams
- Grant Bowler - Greg Steele (Episódios 1-27)
- Clayton Watson - Mickey Steele

## Prêmios
Logie Awards
- 2003 Nomeado: Melhor Série Dramática
- 2003 Nomeado: Melhor Atro em Série Dramática (John Howard)
- 2002 Nomeado: Melhor Série Dramática
- 2002 Nomeado: Melhor Revelação Feminina (Michala Banas)

ASSG Australian Screen Sound Awards
- 2003 Nomeado: Melhor Trilha Sonora ("Episódio 50")

APRA-AGSC Screen Music Awards
- 2002 Nomeado: Melhor Trilha Sonora (Paul Healy e Trent Williamson)

Australian Film Institute Awards
- 2002 Venceu: Melhor Ator Coadjuvante em Série Dramática (Clayton Watson)

Emmy Internacional
- 2002 Nomeado: Melhor Série Dramática